# Yu Yu Hakusho: Tournament Tactics
Yu Yu Hakusho: Tournament Tactics è un videogioco di ruolo per Game Boy Advance. È basato sulla serie manga ed anime Yu Yu Hakusho.

## Modalità di gioco
Il giocatore può scegliere cinque su dieci guerrieri da schierare su uno dei nove campi di battaglia del Torneo Oscuro. Il giocatore può muovere i propri personaggi su una sorta di scacchiera in cui i cinque guerrieri da lui scelti devono sconfiggere gli avversari. La maggior parte degli attacchi sono basati su quelli dell'anime.
Il giocatore può selezionare quattro diverse modalità di gioco.

## Personaggi giocabili
- Yusuke
- Kuwabara
- Hiei
- Kurama
- Genkai
- Rinku
- Chu
- Jin
- Yukina
- Toya